# Kršikla
 Kršikla  (olaszul: Chersicla) falu Horvátországban, Isztria megyében. Közigazgatásilag Pazinhoz tartozik.

## Fekvése
Az Isztriai-félsziget közepén, Pazintól 10 km-re északra, a Butoniga-tó délkeleti partján fekszik.

## Története
Területe már az ókorban is lakott volt, erről tanúskodnak fennmaradt a feliratos emlékek. Írásos forrás a 11. században említi először, amikor az aquileiai pátriárka birtoka lett. A 13. századtól a pazini grófság része, majd 1374-ben Habsburg birtok lett és egészen 1918-ig az is maradt. A településnek 1857-ben 187, 1910-ben 260 lakosa volt. Lakói hagyományosan mezőgazdasággal és állattartással foglalkoztak. 2011-ben 48 lakosa volt.

## Lakosság
| Lakosság változása | Lakosság változása | Lakosság változása | Lakosság változása | Lakosság változása | Lakosság változása | Lakosság változása | Lakosság változása | Lakosság változása | Lakosság változása | Lakosság változása | Lakosság változása | Lakosság változása | Lakosság változása | Lakosság változása | Lakosság változása |
| ------------------ | ------------------ | ------------------ | ------------------ | ------------------ | ------------------ | ------------------ | ------------------ | ------------------ | ------------------ | ------------------ | ------------------ | ------------------ | ------------------ | ------------------ | ------------------ |
| 1857               | 1869               | 1880               | 1890               | 1900               | 1910               | 1921               | 1931               | 1948               | 1953               | 1961               | 1971               | 1981               | 1991               | 2001               | 2011               |
| 187                | 193                | 220                | 226                | 243                | 260                | 0                  | 0                  | 240                | 236                | 191                | 133                | 96                 | 74                 | 54                 | 48                 |

## Nevezetességei
A temetőben áll Szent Kozma és Damján tiszteletére szentelt temploma, melyet a korábbi templom helyén 1868-ban építettek. A templom egyhajós épület négyszögletes apszissal. A sekrestye falába egy 1572-ből származó glagolita feliratos sírkőlap van befalazva. Különálló 20 méter magas harangtornya a templomtól délre áll. Legértékesebb liturgikus tárgyai egy 1666-ból származó körmeneti kereszt és egy 17. századi miseruha.